# Syndrome du décalage horaire
Pour les articles homonymes, voir Décalage horaire et Jet Lag.
Pour un article plus général, voir Médecine aéronautique.
 Mise en garde médicale
Le syndrome du décalage horaire, parfois nommé « arythmie circadienne » et souvent désigné par le terme anglais jet lag, est une condition physiologique qui résulte d'un voyage rapide à travers plusieurs fuseaux horaires, généralement en avion. Un tel voyage décale effectivement les différentes horloges internes (rythme circadien ou cycles du sommeil) de l'activité extérieure (alternance jour/nuit, activités de l'individu).
Il s’agit en fait d’un désalignement circadien. Les schémas temporels corporels journaliers, telle que la propension à manger, à dormir, à sécréter ses hormones et à réguler sa température interne, sont perturbés. Jusqu’à ce que le corps soit en mesure de réaligner ces rythmes, il est en situation de décalage horaire. Lorsque le décalage horaire est de moins de trois heures, il n’est généralement pas problématique.

## Signes et symptômes
Ce syndrome se traduit habituellement par une grande fatigue, des troubles du sommeil et un manque de concentration. Ces symptômes peuvent s’apparenter à une fatigue causée par un voyage prolongé sans décalage horaire, bien que la récupération soit, en règle générale, plus courte dans ce dernier cas. Certaines personnes peuvent également être victimes de narcolepsie.
Toutefois, plusieurs autres symptômes associés ont été répertoriés dans la littérature :
- des somnolences passagères ;
- de l'irritabilité ;
- une confusion générale ;
- des nausées ;
- des maux de tête ;
- des pertes de concentration ;
- un dérèglement des menstruations chez les femmes.

## Mécanismes
Les facteurs contribuant au décalage horaire sont nombreux et varient selon la personne concernée et ses horaires de voyages. Les conséquences de celui-ci augmentent avec le nombre de fuseaux horaires traversés. Le décalage horaire maximal est de douze heures. En effet, traverser 13 fuseaux horaires dans un sens revient (pour ce qui est du décalage) à n'en traverser que 11 (24 - 13) dans l'autre. De plus, l'adaptation au décalage horaire est généralement plus facile lorsqu'un individu se déplace vers l'ouest (qui allonge les journées) que vers l’est (courtes journées et nuit raccourcie), puisqu’une journée plus longue concorde mieux avec l’horloge biologique humaine qui elle est légèrement plus longue que 24 heures.

### Double désynchronisation
Bien qu’il y ait eu plusieurs essais pour la modulation des processus qui régulent le cycle éveil-sommeil, un modèle biconceptuel de la régulation du sommeil semble être le plus accepté au sein de la communauté scientifique,. Effectivement, deux processus oscillatoires distincts, mais en interaction doivent être postulés: un oscillateur circadien fort (généré par l’horloge circadienne) jumelé à une propension à dormir causée par une charge homéostatique (basée sur le temps écoulé depuis le dernier épisode de sommeil adéquat).
Chez l’humain, l’horloge circadienne est localisée dans le noyau suprachiasmatique (NSC) de l’hypothalamus et se synchronise avec les cycles diurnes de luminosité et d’obscurité. Ce noyau est une horloge biologique qui reçoit des influx perçus par les cellules photoréceptrices de la rétine des mammifères, soit les cônes, les bâtonnets et les cellules à mélanopsine qui permettent ainsi d'arrimer les activités biologiques de cette horloge avec les signaux environnementaux. Le rôle du NSC est de synchroniser les horloges périphériques via des signaux (humoraux, neuronaux, systémiques, etc.) avec les signaux externes perçus afin de moduler les différentes fonctions physiologiques (température corporelle, les cycles d’éveil-sommeil, sécrétion de cortisol). Le NSC fait notamment parvenir ces informations à la glande pinéale qui est responsable de la sécrétion de la mélatonine, communément appelée l’hormone du sommeil. En temps normal, cette hormone est sécrétée la nuit uniquement (pic à 2 heures du matin) et est indispensable à la phase de sommeil. Lors d'un décalage horaire brutal, le rythme de sécrétion de la mélatonine met quelques jours avant de se resynchroniser, expliquant ainsi les troubles du sommeil observés (une grande fatigue est ressentie lors du pic de mélatonine de la nuit fictive).
Aux pressions de l’horloge biologique interne s’ajoute la propension à dormir causée par l’accumulation d’une charge homéostatique dans les différents organes du corps. Il s’agit en quelque sorte d’un sablier biologique qui fait alterner les périodes d'éveil et de sommeil. La propension au sommeil augmente progressivement au cours de la journée, pour ensuite se dissiper au cours de la nuit, pendant le sommeil. Les mécanismes moléculaires à l'origine de ce processus homéostatique ne sont toutefois pas encore connus,. C’est cette fatigue qui fait en sorte que l’on ne peut complètement éliminer les effets du décalage horaire en resynchronisant son horloge aux rythmes de luminosité de l’endroit visité.

## Traitement
Le but est de réaligner, au plus vite, l'horloge interne avec le rythme jour/nuit extérieur. Plusieurs traitements possédants chacun une efficacité variable selon le sujet sont proposées aux personnes aux prises avec le décalage horaire.
L'exposition à la lumière à des moments particuliers selon l’horloge locale (le soir lorsque le voyage se fait vers l’est et le matin lorsque le voyage est vers l’ouest) est un moyen simple pour resynchroniser cette horloge.
La prise de mélatonine à des moments précis permettrait aussi de combattre les symptômes du décalage horaire,. Lors d’un voyage vers l’ouest une dose plus faible prise durant la deuxième moitié de la nuit est recommandée alors que lors d’un voyage vers l’est, la prise d’une dose plus forte (3 mg) à l’heure du coucher est conseillée. La prise de médicaments hypnotiques pour lutter contre l'insomnie (par exemple zolpidem), ou d'excitants contre la somnolence a une certaine efficacité, mais n'est pas dénuée d'effets secondaires. L’utilisation de substances stimulantes comme la caféine peut aussi être utilisée pour favoriser la vigilance au réveil, mais doit être évitée dans la seconde partie de la journée.
L’utilisation d'un régime alimentaire particulier ainsi que de l’exercice physique pour pallier les effets du décalage horaire ont aussi été proposés,,. Toutefois, il y a encore trop peu de données prouvant l’efficacité de ces régimes. De plus, bien qu’il y ait des données appuyant les bienfaits de la pratique de l’exercice physique comme inhibiteur des effets du décalage horaire, l’intensité à laquelle celui-ci devrait être effectué pour s’avérer efficace est prohibitive pour des individus qui ne sont pas des athlètes.
Faits à considérer : si le voyage a lieu sur une période de moins de trois jours, garder son horaire d’activités habituelles inchangé peut s’avérer plus efficace pour la majorité des individus. Dormir dans l’avion est conseillé uniquement si cette action coïncide avec la nuit du pays de destination.

## Rôle dans le développement de certaines pathologies
Le décalage horaire, lorsqu’il est subi de façon répétée, pourrait jouer un rôle dans l’émergence de certaines neuropathologies telles que la schizophrénie et certains épisodes psychotiques chez les personnes qui y sont déjà prédisposées.